# سازمان غیرانتفاعی

لوگوی صندوق کودکان سازمان ملل متحد (یونیسف)، سازمانی از سازمان‌های ملل متحد

سازمان غیرانتفاعی، (به انگلیسی: Non-profit organization) (به‌اختصار: NPO) یا سازمان ناسودبَر سازمان‌های قانونیِ رسمی هستند که هدف اصلی آنها پشتیبانی از یک مورد یا موضوع خصوصی یا همگانی، بدون داشتن مقاصد تجاری در کنار آن است. در زبان فارسی عبارت سازمان ناسودبر و در زبان انگلیسی عبارت Non-business Entity نیز به همین منظور به کار رفته‌اند و می‌روند. اما هرگز به صورت جدی رواج نیافته‌اند.
از دیدگاه اساسنامه‌ای، مؤسسهٔ غیرانتفاعی، مؤسسه‌ای بدون سهام‌دار است؛ این بدان معناست که مؤسسه درصورت تولید سود، به کسی سود سهام نمی‌دهد. هیچ‌یک از افرادی که در این‌گونه سازمان‌ها کار می‌کنند، به‌طور خاص از کسب سود توسط این سازمان بهره‌مند نمی‌شوند. کارکنان این سازمان‌ها به یکی از این صورت‌ها در این سازمان‌ها مشغول به کار هستند:
- موظف و با حقوق‌های مرسوم و تعریف‌شده و بدون پاداش‌های غیرمرسوم.
- قراردادهای کوچک محدود با دریافتی‌های مشخص و مرسوم.
- داوطلبانه و بدون دریافت هیچ‌گونه درآمد.

## نقش سازمان‌های غیرانتفاعی
سازمان‌های غیرانتفاعی نقش بسیار مهمی در توسعه جوامع و بهبود شرایط زندگی افراد دارند. این سازمان‌ها معمولاً به وسیله ارائه خدمات و برنامه‌های متنوعی از جمله کمک به نیازمندان، حفظ محیط زیست، توسعه فرهنگ و هنر، و ارتقاء سطح آموزش، به بهبود شرایط زندگی جوامع کمک می‌کنند.

## اصول و مبانی راه‌اندازی سازمان غیرانتفاعی
1. بررسی دقیق و شناخت عمیق از محیط محلی و نیازهای جامعه: شروع فعالیت‌های یک سازمان غیرانتفاعی با بررسی دقیق داده‌ها و اطلاعات مربوط به جامعه هدف و شناخت نیازهای آن‌ها آغاز می‌شود.[۵]
2. مشارکت و همکاری با شرکای محلی و دولتی: برای ارائه خدمات و اجرای فعالیت‌ها بهینه و مؤثر، همکاری با شرکای محلی و دولتی از اهمیت بالایی برخوردار است.[۶]
3. ایجاد انگیزه و انرژی مثبت: ایجاد انگیزه و انرژی مثبت در تیم مدیریتی و اعضای سازمان، به عنوان موتور اصلی برای دستیابی به اهداف سازمان و تأمین تعهد و انگیزه افراد، از اصول اساسی است.[۷]
4. گوش دادن به نیازهای جامعه و مشارکت فعال در انجام فعالیت‌ها: گوش دادن به نیازهای جامعه و مشارکت در انجام فعالیت‌ها، می‌تواند به موفقیت و پایداری بیشتر فعالیت‌های سازمان غیرانتفاعی کمک کند.[۸]
5. استفاده از داده‌ها و اطلاعات به عنوان راهنمایی برای تدوین برنامه‌های مناسب: ارزیابی دقیق داده‌ها و اطلاعات مرتبط با نیازهای جامعه و تدوین برنامه‌های عملیاتی، از اصول اساسی برای دستیابی به اهداف سازمان است.[۹]

## مدیریت سازمان‌های غیرانتفاعی
اگرچه سازمان‌های غیرانتفاعی از افراد متعهد تشکیل شده‌اند که برای یک هدف کار می‌کنند، اما همچنان نیاز به ساختار و مدیریت نوع شرکت وجود دارد. این امر به ویژه در مورد آن دسته از سازمان‌های غیرانتفاعی که مقادیر زیادی پول دریافت می‌کنند و پروژه‌های متعددی را در سراسر کشور انجام می‌دهند، صادق است. علاوه بر این، این واقعیت که دولت بر عملکرد مؤسسات غیرانتفاعی نظارت می‌کند به این معنی است که باید به‌طور دوره‌ای مسئولیت‌پذیری و بررسی مالی انجام شود. از این رو، نیاز به مدیریت و ساختار مناسب سازمان‌های غیرانتفاعی و ابزارهای کنترل و محیط داخلی فرایند محور نیز وجود دارد.